# T.Jun
T.Jun（テジュン、本名: 박 태준（パク・テジュン）、1984年9月3日 - ）は大韓民国の漫画家、タレント、株式会社アボキーの代表である。
妻はガールズグループ・LOTTE GIRLSのメンバーであったチェ・スジョンである。

## 概要
貧しい家庭に生まれ、両親共働きをしている家に生まれたT.Junは、幼い頃から母親に仕事場に連れられて、狭い事務室で母親の仕事が終わるまで漫画を読んで毎日を過ごしていた。小学校入学後、漫画を読むことが唯一の幸せで、その頃から絵を描き始め、創作する力も身についたと話している。韓国ではコメディ番組『オルチャン時代』に出演したことからタレントとして注目を集め、後にWEB漫画家として活動を始めた。
最も尊敬している日本の漫画家として鳥山明を、最も好きな漫画家として古谷実の名前を挙げている。また、『外見至上主義』を描きあげる際には『今日から俺は!!』と『闇金ウシジマくん』から影響を受けたと話すなど、日本の漫画の影響を多く受けていると話している。
代表作の『外見至上主義』シリーズは、2018年からKADOKAWAより書籍化されている。
2011年には、女性歌手Ramの楽曲『I May Die Like This』のMVで美男美女カップルとしてチェ・スジョンとの共演を果たし、2020年10月7日には、韓国MBCのバラエティ番組『ラジオスター』で10年間交際したチェ・スジョンとの婚姻届を提出したことを発表した。

## 作品一覧
- 『外見至上主義』
- 『人生崩壊』
- 『喧嘩独学』
- 『青山ケイハウス』
- 『クエスト至上主義』
- 『触法少年』
- 『部長K』